# Felsinschriften auf den Kanarischen Inseln

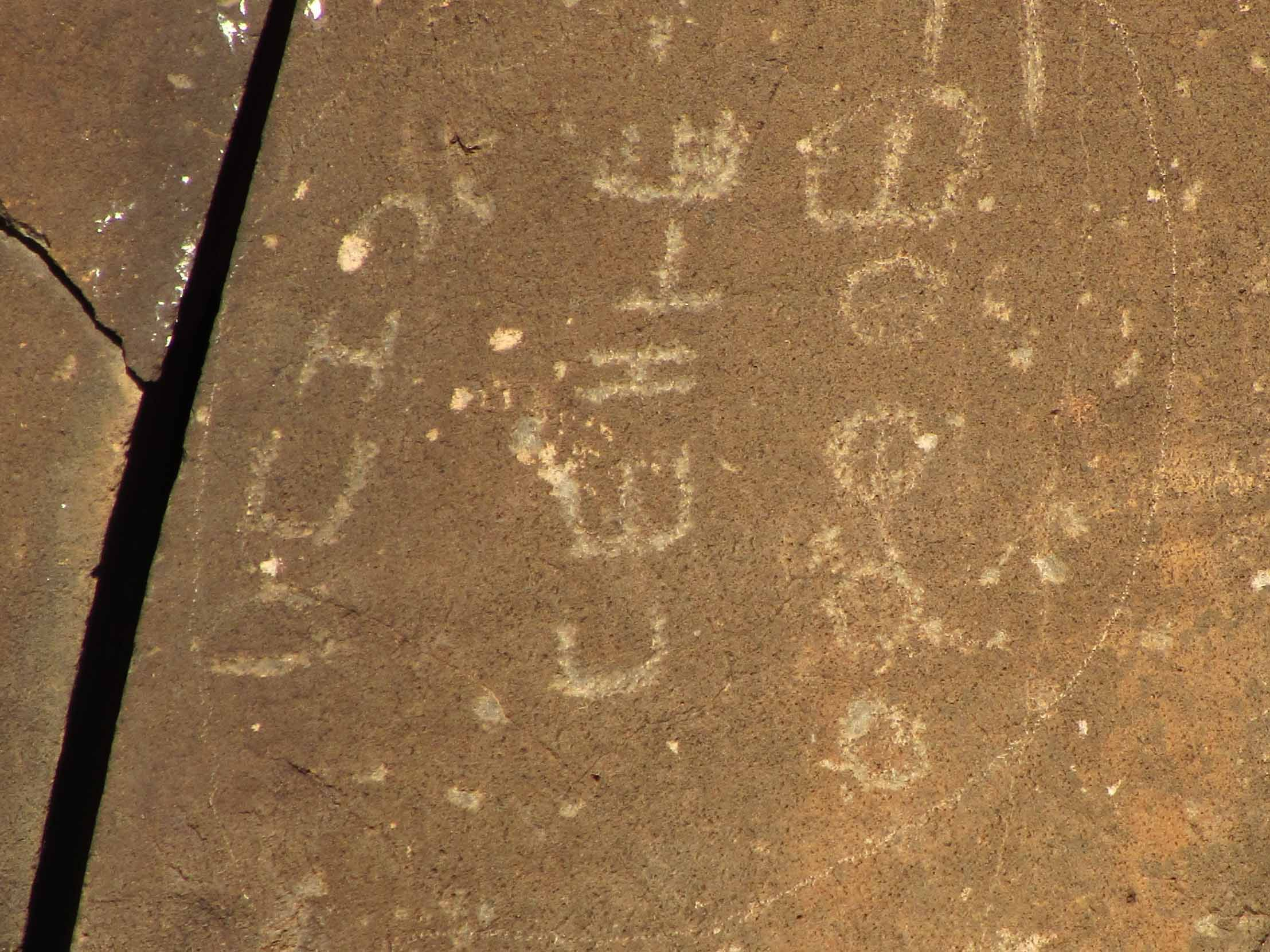
Felsinschrift im Barranco de los Balos, Gran Canaria

Die Felsinschriften auf den Kanarischen Inseln wurden von den Ureinwohnern vermutlich seit dem 2. Jahrhundert v. Chr. bis in das 8. Jahrhundert n. Chr. angefertigt. Die Schriftzeichen der Alphabetschrift werden zu den Libysch-berberischen Schriften gezählt, die in der Antike in Nordafrika vom Atlantik bis Ägypten und vom Mittelmeer bis zum Niger benutzt wurden.

## Schriftzeichen
Formen der Schriftzeichen

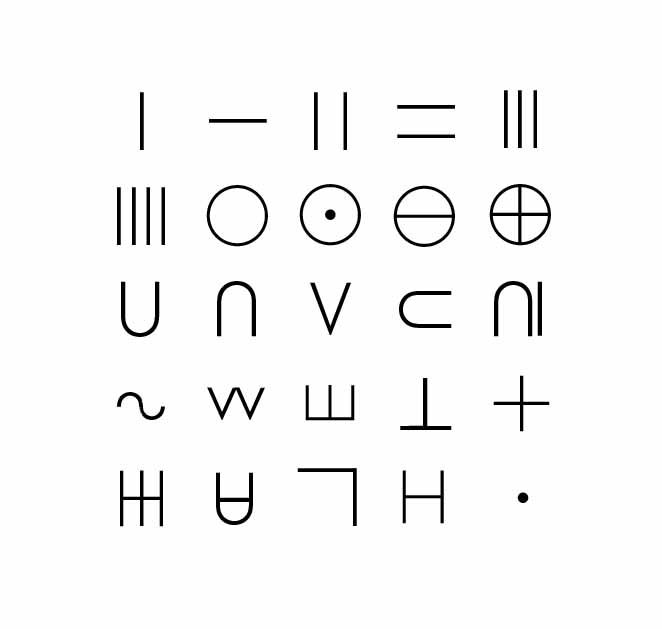
Zeichen der Inschriften auf der Insel El Hierro

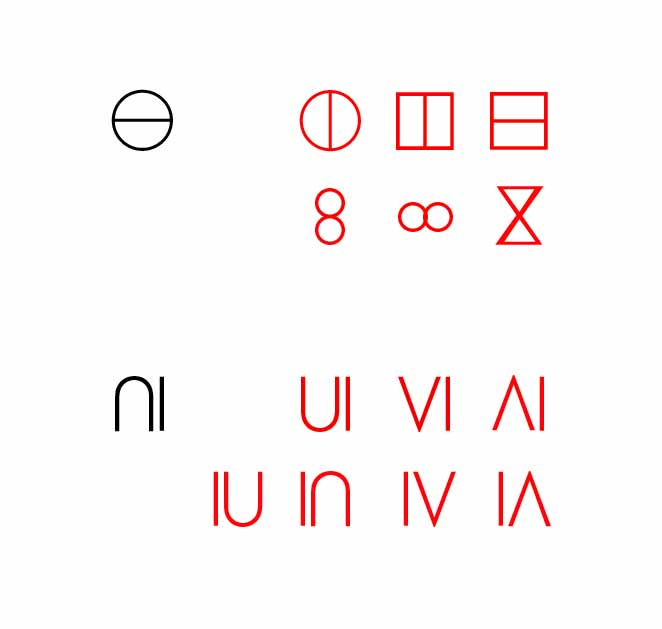
Wahrscheinliche Varianten der Zeichen

Die Schriftzeichen setzen sich aus einfachen geometrischen Formen zusammen. Sie bestehen aus einer unterschiedlichen Anzahl von einfachen Linien, Kreisen, Halbkreisen und Kombinationen von diesen und stehen jeweils für ein bestimmtes Phonem. Die genaue Form der Zeichen ist auf den Inschriften durch Verwitterung oder Flechtenbewuchs nicht immer eindeutig erkennbar.
Varianten der Schriftzeichen
Bei der Menge der auf den Kanarischen Inseln gefundenen Schriftzeichen wird heute davon ausgegangen, dass es sich bei einer Reihe von Schriftzeichen um Allographen handelt, Varianten der Schriftzeichen, die sich zwar in ihrer Form von der Ausgangsform des Zeichens unterscheiden, aber das gleiche Phonem darstellen. Die Varianten der Schriftzeichen treten häufig auf, wenn statt der vertikalen die horizontale Schreibrichtung gewählt wird oder aufgrund der technischen Ausführung anstelle der Schlagtechnik, bei der Rundungen problemlos dargestellt werden können, die Ritztechnik verwendet wurde, bei der die Zeichen durch gerade Linien dargestellt werden.
Schriftrichtung
Bei dem größten Teil der Inschriften sind die Zeichen in senkrechten Linien angeordnet. Die Leserichtung ist dabei meist von unten nach oben. Die Leserichtung ist bei einigen Inschriften offenbar aber von oben nach unten. Bei den Inschriften mit einer waagerechten Anordnung der Zeichen, kommt die Leserichtung von links nach rechts wie auch von rechts nach links vor. Je nach Leserichtung kann das gleiche Zeichen dabei für unterschiedliche Phoneme stehen.
Technische Ausführung der Schriftzeichen
Mit Ausnahme der Inseln Lanzarote und Fuerteventura ist die am häufigsten angewandte Technik bei der Herstellung der Inschriften die des Schlagens. Dabei wurden mit einem spitzen Stein Vertiefungen in den Untergrund geschlagen. Die einzelnen Punkte bildeten meist eine gleichmäßige Reihe die als Linie wahrgenommen wird. In einigen Fällen wurden die Punkte durch die Anwendung einer Schabetechnik miteinander verbunden. Bei der Ritztechnik wurden mit einem harten Stein oder einem Obsidian V-förmige Vertiefungen in den Stein eingeritzt. Auch bei dieser Technik wurde gelegentlich die Linie durch Schaben vertieft. Während auf La Palma, El Hierro und Gran Canaria die eingeschlagenen Schriftzeichen überwiegen, sind auf den übrigen Inseln die eingeritzten häufiger. Die Ausführungstechnik bestimmt die Form der Zeichen. Wenn die Schlagtechnik verwendet wurde, überwiegen gerundete Formen, während bei der Ritztechnik die eckigen Formen am Häufigsten vorkommen.
Unterschiede der Schriftanwendung auf den einzelnen Inseln
Es gab eindeutig feststellbare Unterschiede zwischen den Kulturen der Altkanarier, der Ureinwohner der einzelnen Inseln. Dies zeigt sich bei der Analyse der archäologischen Fundstücke aus Keramik, Knochen, Stein und Tierfellen, ebenso in der Art der Wohnung und natürlich in den Petroglyphen. Darüber hinaus ist bekannt, dass die Altkanarier auf den einzelnen Inseln verschiedene Sprachen benutzten, wenn auch mit einer gewissen Verwandtschaft untereinander. Es sind daher auch bei der Verwendung der Schrift Unterschiede zu erwarten. Die größte Anzahl Felsbildstationen mit Schriftzeichen wurden bisher auf der Insel El Hierro dokumentiert. Es folgen Gran Canaria, Lanzarote und Fuerteventura. Auf den Inseln La Gomera, La Palma und Teneriffa wurden zwar Felsbildstationen mit Schriftzeichen gefunden, ihre Anzahl ist aber bisher sehr gering. Daraus ergibt sich, dass ein aussagekräftiger Vergleich der Anwendung der Schriftzeichen zurzeit nur zwischen den Inschriften El Hierros und Lanzarotes gemacht werden kann, da hier eine ausreichende Zahl von Inschriften bekannt ist. Die Inseln El Hierro und Lanzarote haben besondere Charakteristika im Bezug auf die verwendeten Techniken bei der Herstellung der Inschriften. Während auf El Hierro das Schlagen die wichtigste Technik darstellte, wurden alle Inschriften Lanzarotes durch Einritzen geschaffen.
Bis auf eine Ausnahme stimmt der Zeichenbestand der in senkrechter Anordnung auf der Insel El Hierro gefundenen Zeichen mit dem Zeichenbestand der auf Lanzarote in senkrechter Anordnung gefundenen Zeichen überein. Die relative Häufigkeit der Zeichen stimmt allerdings nicht überein.
Vergleich der Schriftzeichen der Kanarischen Inseln mit denen anderer Fundorte
Alle auf den Kanarischen Inseln mehrfach benutzten Zeichen findet man auch auf alten Inschriften auf dem afrikanischen Festland, allerdings an unterschiedlichen Orten. Daraus kann man schließen, dass die Schrift nicht aus einer bestimmten Gegend als geschlossenes System auf die Inseln kam, sondern u. U. zu unterschiedlichen Zeiten aus unterschiedlichen Gebieten gebracht und weiterentwickelt wurde. Die alten libyschen Inschriften aus dem Norden Tunesiens und dem Nordosten Algeriens haben die größten Ähnlichkeiten mit den Inschriften der Inseln im Bezug auf die Anzahl der Buchstaben, die in den jeweiligen Alphabeten übereinstimmen.
Der häufig hergestellte Zusammenhang zwischen den Zeichen der Inschriften der Ureinwohner der Kanarischen Inseln mit der heute in Nordafrika verwendeten Tifinagh-Schrift besteht nur sehr entfernt. Ein geringer Teil der Zeichen der Inschriften der Kanarischen Inseln stimmen mit den Zeichen der Tifinagh-Schrift überein. Auch bei diesen ist das Phonem, für das sie stehen, in beiden Schriftsystemen sicher nicht immer gleich. Ein weiterer bedeutender Unterschied ist die Verwendung punktförmiger Zeichen in der Tifinagh-Schrift. Zwischen der Epigrafie-Schrift der Altkanarier und der heutigen Tifinagh-Schrift liegt die Entwicklung einer Zeitspanne von mehr als 15 Jahrhunderten. Das trifft natürlich auch auf die antiken Inschriften in libyschen Zeichen im Verhältnis zum heutigen Zeichensystemen zu.

## Fundorte
Felsinschriften wurden auf jeder der sieben Hauptinseln der kanarischen Inselgruppe gefunden. Die Anzahl der Inschriftenpaneele. an den Fundstellen liegt zwischen einem bis über 20, die der Zeichen pro Paneel zwischen 4 und 105 Zeichen, Die Felsbildstationen befinden sich in allen Höhen- und Vegetationsbereichen. Der größte Teil der Inschriften wurde unter freiem Himmel gefunden, wenige, dafür aber meist umfangreiche, im Eingangsbereich oder an der Stirnseite von Höhlen. Die Verteilung der heute bekannten Fundstellen auf bestimmte Gebiete kann damit zusammenhängen, dass an bestimmten Orten intensiver nach Felsinschriften gesucht wurde.
Zusammenhang mit archäologischen Fundstellen
Ein Teil der Felsinschriften wurde in der Nähe von Siedlungen gefunden, oder an Orten, an denen rituelle Handlungen vorgenommen wurden, oder die als Versammlungsplätze dienten. Die teilweise große Anzahl und die Anordnung der Paneele an einer einzelnen Fundstelle deuten darauf hin, dass sie zu verschiedenen Gelegenheiten im Rahmen von sich wiederholenden sozialen Handlungen von verschiedenen Personen erstellt wurden.
Zusammenhang mit landschaftlichen Besonderheiten
Einige Fundstellen befinden sich an Orten, an denen sich die Hirten üblicherweise aufhielten, um ihre freilaufenden Herden zu überwachen. Von diesen Felsbildstationen aus hat man die Kontrolle über ein Weidegebiet und seine Grenzen.
Zusammenhang mit astronomischen Erscheinungen
Die Ausrichtung der Inschriften in der Landschaft scheint einem gewissen Schema zu entsprechen. Bei einigen auf Berghöhen liegenden, aber auch bei einem Paneel in einer Höhle scheinen astronomische Kenntnisse bei der Erstellung eine Rolle gespielt zu haben.
Zusammenhang mit Felsbildern
Bei einem großen Teil der Fundstellen werden zusammen auf den gleichen Paneelen, alphabetische und nicht alphabetische Abbildungen, also geometrische Muster oder auch bildhafte Darstellungen, gezeigt. Diese müssen nicht zwangsläufig gleichzeitig entstanden sein. Es gibt allerdings auch eine große Anzahl von Fundstellen, bei denen nur nicht alphabetische oder nur alphabetische Petroglyphen gefunden wurden.

## Entstehungszeit
Wie bei fast allen Petroglyphen kann die Entstehungszeit der Felsinschriften der Kanarischen Inseln nicht durch naturwissenschaftliche Verfahren festgestellt werden. Die Altersfeststellung durch den Bewuchs von Flechten, die Lichenometrie, bringt kaum verwertbare Ergebnisse, weil aufgrund der großen Unterschiede in den klimatischen Verhältnissen auf den Inseln keine Bezugsdaten vorliegen. Ähnliches gilt für die Altersbestimmung durch Verwitterung.
In El Hierro wurde ein Teil eines Bestattungsbretts gefunden. In das Holz sind Schriftzeichen eingeritzt wie sie auch für die Felsinschriften verwendet wurden. Eine Analyse mit der Radiokarbonmethode ergab, dass das Holz aus dem 8. Jahrhundert n. Chr. stammt. Durch den Vergleich der geometrischen Muster einiger datierbarer Tontöpfe mit solchen, die mit den Felsinschriften zusammen abgebildet wurden, lassen sich Schlüsse auf die gemeinsame Entstehungszeit ziehen.
In Dokumenten aus der Zeit der Wiederentdeckung der Kanarischen Inseln durch Europäer (14. Jahrhundert) und der Zeit der Integration der Inseln in die Reiche der Krone von Kastilien (15. und 16. Jahrhundert) werden die Felsinschriften nicht erwähnt.
Durch Vergleiche der auf den Kanarischen Inseln gefundenen Schriftzeichen mit in Nordafrika gefundenen datierbaren Inschriften wird angenommen, dass der größte Teil der Inschriften nicht vor dem 1. oder 2. Jh. v. Chr. bis mindestens ins 8. Jh. n. Chr. entstanden sind.

## Geschichte der Erforschung der Inschriften
Bereits kurz nach der Eroberung der letzten Kanarischen Inseln interessierten sich einige Personen für die Geschichte der Ureinwohner. (z. B. am Ende des 16. Jahrhunderts Leonardo Torriani). Inschriften wurden aber in den Berichten dieser Chronisten nicht genannt.
Als José Viera y Clavijo im Jahr 1762 Kopien von Felsinschriften vorgelegt wurden, wies er die Überlegungen zurück, dass „jene Eingeborenen Kenntnisse der Kunst des Schreibens besaßen“ und beurteilte sie als „reine Kritzeleien, Spiele des Zufalls oder der Fantasie der alten Barbaren“.
Im Jahr 1874 schickte der französische Konsul auf Teneriffa Sabin Berthelot dem General Faidherbe, der im Jahr 1873 ein Buch über phönizische Inschriften (Épigraphie phénicienne) verfasst hatte, die Kopien einiger Felsinschriften von El Julan auf El Hierro. Der General identifizierte die zwei Reihen mit zehn Zeichen als eindeutig zu den libyschen Schriften gehörig.
Im Jahr 1875 wurde im Bulletin de la Société de Géographie in Paris die erste internationale wissenschaftliche Darstellungen der archäologischen Funde von El Julan vorgestellt.
Seit den 1880er Jahren bis zum spanischen Bürgerkrieg von 1936 bis 1939 entstand eine nahezu totale Lähmung der archäologischen Forschung. Vor dem Jahr 1964 kann kaum von einer systematischen Erforschung der kanarischen Inschriften gesprochen werden. Im Jahr 1964 erschien in La Laguna ein Buch mit dem Titel „Inscripciones líbicas de Canarias“. Autor war ein damaliger Lehrer an der Universität Juan Álvarez Delgado. Zum ersten Mal in der Geschichte der Inseln handelte es sich um ein Buch, das sich ausschließlich diesem Thema widmete. Grundsätzlich war das, was allgemein „Kanarische Inschriften“ genannt wurde, für Juan Álvarez Delgado nicht das Produkt der Ureinwohner, sondern von Morisken und Berbern des 15. Jahrhunderts.
Nach 1975 endete in Spanien die franquistische Zeit einer „offiziellen Archäologie“. Daraufhin wurden neue Forschungen im Bezug auf die Kultur der Ureinwohner der Kanarischen Inseln begonnen. Die Verkündung des Gesetzes „Ley de Patrimonio Histórico Español“ (Ley 16/1985, de 25 de Junio) zeigte den ersten bedeutenden Wandel in der Bewertung und Erhaltung des kulturellen Erbes. Die Fundstellen wurden systematisch erfasst und die Zeichen so katalogisiert, dass sie auch für statistische Bearbeitungen und Vergleiche mit antiken und neuzeitlichen Schriften verwendet werden können.

## Übersetzungen
Die Sprachen der Ureinwohner der Kanarischen Inseln, die mit Hilfe dieses Alphabetes wiedergegeben werden sollen, sind weitgehend unbekannt. Im Bezug auf die Zuschreibung und die Herkunft des kanarischen Alphabetes bestehen für einige Zeichen beim Vergleich mit anderen Alphabeten der libysch-berberischen Schriften in der wissenschaftlichen Forschung Unterschiede in der Lesart. Die von verschiedenen Personen vorgelegten Übersetzungen haben keine vertretbare methodische Grundlage. Bei der Gegenüberstellung der vorgeschlagenen Lesarten ein und derselben Inschrift ergeben sich meist keinerlei Ähnlichkeiten zwischen den Übersetzungen.

## Anmerkung
1. ↑  Der Begriff „picado“ oder „piqueteado“ wird in der deutschsprachigen Literatur häufig mit „Punzierung“ übersetzt. Bei der Punzierung wird aber kein Material entfernt. Auch der Begriff Meißeln ist nicht zutreffend, weil dabei auf das Werkzeug geschlagen wird.
2. ↑  Als „Paneel“ bezeichnet man die kleinste Einheit einer Fläche mit vertieft dargestellten Zeichen. Ein von der Natur vorgegebener Untergrund der als „beschreibbar“ angesehen wurde.